# Andrew Tanenbaum
Andrew S. Tanenbaum (n. 16 martie 1944, New York City, New York, SUA) este un informatician american, profesor în cadrul Universității Vrije din Amsterdam, unde predă cursuri de Arhitectura calculatoarelor și Sisteme de operare.
Este cunoscut în special datorită cărților sale:
- Computer Networks
- Operating Systems: Design and Implementation
- Modern Operating Systems

Este creatorul sistemului de operare demonstrativ Minix, o clonă a UNIX-ului, sistem care l-a inspirat pe Linus Torvalds în dezvoltarea Linux-ului.